# Juan Valera Espín
Juan Valera Espín (Murcia, 21 dicembre 1984) è un ex calciatore spagnolo, di ruolo difensore o centrocampista.

## Caratteristiche tecniche
È un terzino destro che può giocare anche sulla linea dei centrocampisti.

## Palmarès

### Club
- UEFA Europa League: 1

Atlético Madrid: 2009-2010
- Supercoppa UEFA: 1

Atlético Madrid: 2010

### Nazionale
- Giochi del Mediterraneo: 1

 2005